# ديوك يورك
ديوك يورك (بالإنجليزية: Duke York)‏ هو ممثل أمريكي، ولد في 17 أكتوبر 1908 في الولايات المتحدة، وتوفي في 24 يناير 1952 بهوليوود في الولايات المتحدة.

## وصلات خارجية
- ديوك يورك على موقع IMDb (الإنجليزية)
- ديوك يورك على موقع أول موفي (الإنجليزية)
- ديوك يورك على موقع قاعدة بيانات الأفلام السويدية (السويدية)
- ديوك يورك على موقع كينوبويسك (الروسية)